# Östra Spöland
Östra Spöland is een plaats in de gemeente Vännäs in het landschap Västerbotten en de provincie Västerbottens län in Zweden. De plaats heeft 63 inwoners (2005) en een oppervlakte van 15 hectare. De plaats ligt aan de rivier de Vindelälven en wordt door deze rivier gescheiden van Västra Spöland er is echter geen directe brugverbinding tussen beide plaatsen.